# Трепио (Пистоја)
Трепио је насеље у Италији у округу Пистоја, региону Тоскана.
Према процени из 2011. у насељу је живело 198 становника. Насеље се налази на надморској висини од 681 м.